# Elmar Grof
Elmar Grof (* 27. Mai 1969 in Hagen) ist ein ehemaliger deutscher Basketballspieler.

## Laufbahn
Grof spielte von 1987 bis 1991 für Goldstar Hagen (später in Brandt Hagen umbenannt) in der Basketball-Bundesliga. Anschließend stand der 2,03 Meter große Innenspieler für den TuS Iserlohn auf dem Feld, mit dem er 1992 in die 2. Basketball-Bundesliga aufstieg. Mitte und Ende der 1990er Jahre spielte Grof für den Zweitligisten TV Salzkotten. Zwischen 2002 und 2004 gehörte Grof zum Zweitligaufgebot des TuS Iserlohn und spielte danach noch unterklassig beim Verein Basketball Boele-Kabel.
Sein Sohn Jonas schlug ebenfalls eine Leistungsbasketballkarriere ein.

### Nationalmannschaft
1988 bestritt Grof mit der bundesdeutschen Juniorennationalmannschaft die Europameisterschaft in Jugoslawien und erzielte im Turnierverlauf 5,4 Punkte je Einsatz.